# Lu Chao (artista)
Lu Chao (xinès: 陆超) va néixer el 1988 a Shenyang, Xina. Actualment l'artista viu i treballa entre Londres i Pequín.
Les pintures de Lu Chao estan plenament representades en forma d'esbossos d'un gran nombre de cares diferents, evocant una sensació de misteri i d'estranyesa. Per a l'artista, la incògnita és sublim i evita fer servir el seu treball com a portador d'opinions, preferint deixar la porta oberta perquè els espectadors interpretin les peces pel seu compte. El seu objectiu és establir un intercanvi entre els espectadors i l'univers més gran que els envolta integrant un món en expansió en el seu propi laberint de patrons personalitzats. A través de les seves obres, Lu Chao ens exposa a la incògnita i l'estranyesa de la nostra vida, del nostre món i del nostre estat d'ànim. Ens costa entendre de debò la nostra pròpia personalitat i ens resulta encara més esgotador comprendre el món que ens envolta. La bretxa entre allò que fem i allò que desconeixem conforma la bellesa i les emocions de la vida.

## Formació acadèmica
Lu Chao va completar els seus màsters al Departament de Pintura del Royal College of Art (Londres, Regne Unit) el 2014 i va acabar el batxiller al Departament de pintura a l'oli de l'Acadèmia Central de Belles Arts (Pequín, Xina). També va assistir a l'Escola de Belles Arts afiliada a l'Acadèmia Central de Belles Arts de la Xina i es va graduar el 2008.

## Exposició individual
- 2017 – Black Silence, Rosenfeld Porcini Gallery,[6] Londres, Regne Unit
- 2017 – Black Box, galeria Hadrien de Montferrand[7] Pequín, Xina[8]
- 2016 – Llum Negra, Nathalie Obadia Galerie,[9] París, França[10]
- 2015 – Black Mirror, Art Basel, galeria Hadrien de Montferrand, Hong Kong, Xina[11][12]
- 2013 – Selva Negra, Galeria Hadrien de Montferrand, Pequín, Xina[13]

## Premis
- 2018 – Forbes, Xina, 30 a 30 anys en Art i Moda[14]
- 2014 – Painter — Stainers Gordon Luton Award, Royal College of Art, Londres, Regne Unit[15]
- 2014 – Saatchi New Sensations Nominate Exhibition, Solo Award Runners Up, Londres, Regne Unit[16]
- 2014 – RCA Studio Prize, Londres, Regne Unit
- 2013 – Beca Lucy Halford, Royal College of Art, Londres, Regne Unit
- 2012 – Premis a la millor creació, Acadèmia Central de Belles Arts de Pequín, Xina[17]
- 2011 – Excel·lent premi de dibuix, Acadèmia Central de Belles Arts de Pequín, Xina
- 2010 – Premi Plata, Giant Cup Today National Art Students Awards, Today Art Museum, Pequín, Xina

## Col·leccions públiques i museus seleccionats[calcitació]
- Col·lecció Sammlung Wemhoner
- Fundació Louis Vuitton
- Col·lecció d'art Ghisla
- Museu d'art contemporani de Pequín
- Acadèmia Central de Belles Arts de la Xina
- Escola de Belles Arts afiliada a l'Acadèmia Central de Belles Arts